# Wilhelmsheim
Wilhelmsheim ist eine Klinik und ein Wohnplatz nordöstlich des Weilers Schiffrain oberhalb der Gemeinde Oppenweiler im Rems-Murr-Kreis.

## Lage
Die Heilstätte Wilhelmsheim befindet sich auf zirka 435 Metern Höhe, an einem Südhang eines Ausläufers der Löwensteiner Berge.

## Geschichte
Der Verein zur Errichtung von Volksheilstätten in Württemberg wurde 1897 gegründet. Als Ort für einen Neubau wurde die Höhe oberhalb von Reichenberg bestimmt, der Name wurde zweifellos nach dem damals regierenden König Wilhelm II. von Württemberg gewählt. Die Gebäude entstanden nach Plänen des Oberamtsbaumeisters Christian Hämmerle. Am 11. Oktober 1900 wurde die Volksheilstätte Wilhelmsheim für Männer feierlich eröffnet, obwohl die ersten tuberkulosekranken Patienten schon am 16. August aufgenommen worden waren. Bis dahin waren insgesamt 212 867 Mark an Spenden eingegangen. Schon nach vier Jahren, am 1. Oktober 1904, wurde die Klinik zum Selbstkostenpreis von 490.000 Mark vom Verein an die Landesversicherungsanstalt Württemberg verkauft, da nur wenige Patienten nicht auf Kosten der LVA im Wilhelmsheim untergebracht waren, sondern Zuwendungen vom Verein erhielten. Bis dahin waren im Schnitt über 600 Patienten mit Verweildauern von gut 60 Tagen versorgt worden.

Wilhelmsheim diente bis 1979 als Lungenheilstätte für Tuberkulosekranke, seit 1980 als Facheinrichtung für alkohol-, drogen- und/oder medikamentenabhängige Frauen und Männer sowie pathologische Glücksspieler, zuerst unter der Trägerschaft der Allgemeinen Hospitalgesellschaft, seit deren Übernahme durch die MEDIAN Unternehmensgruppe 2016 als MEDIAN Fachklinik Wilhelmsheim.

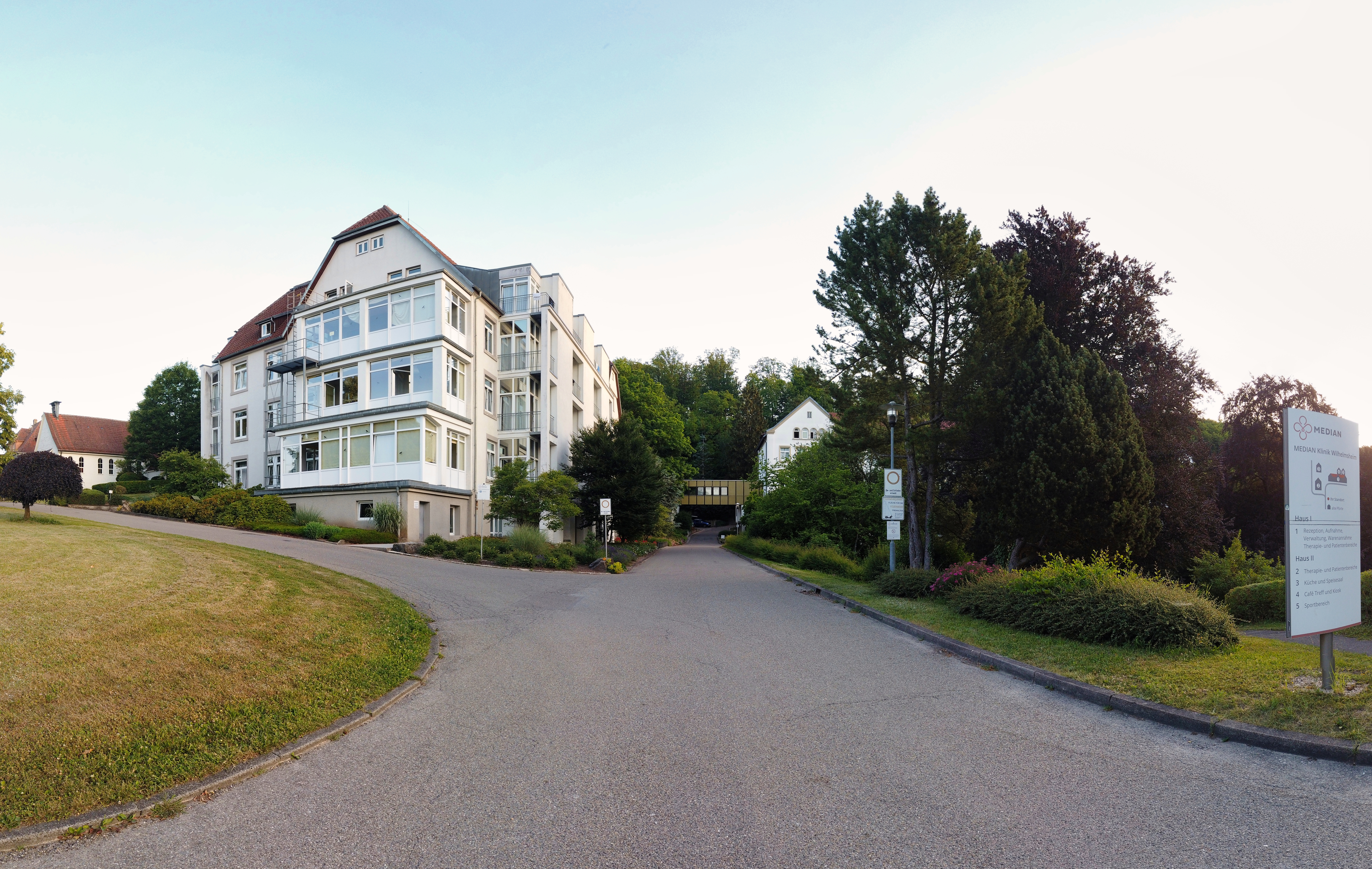
Blick von der Zufahrt auf das Gelände
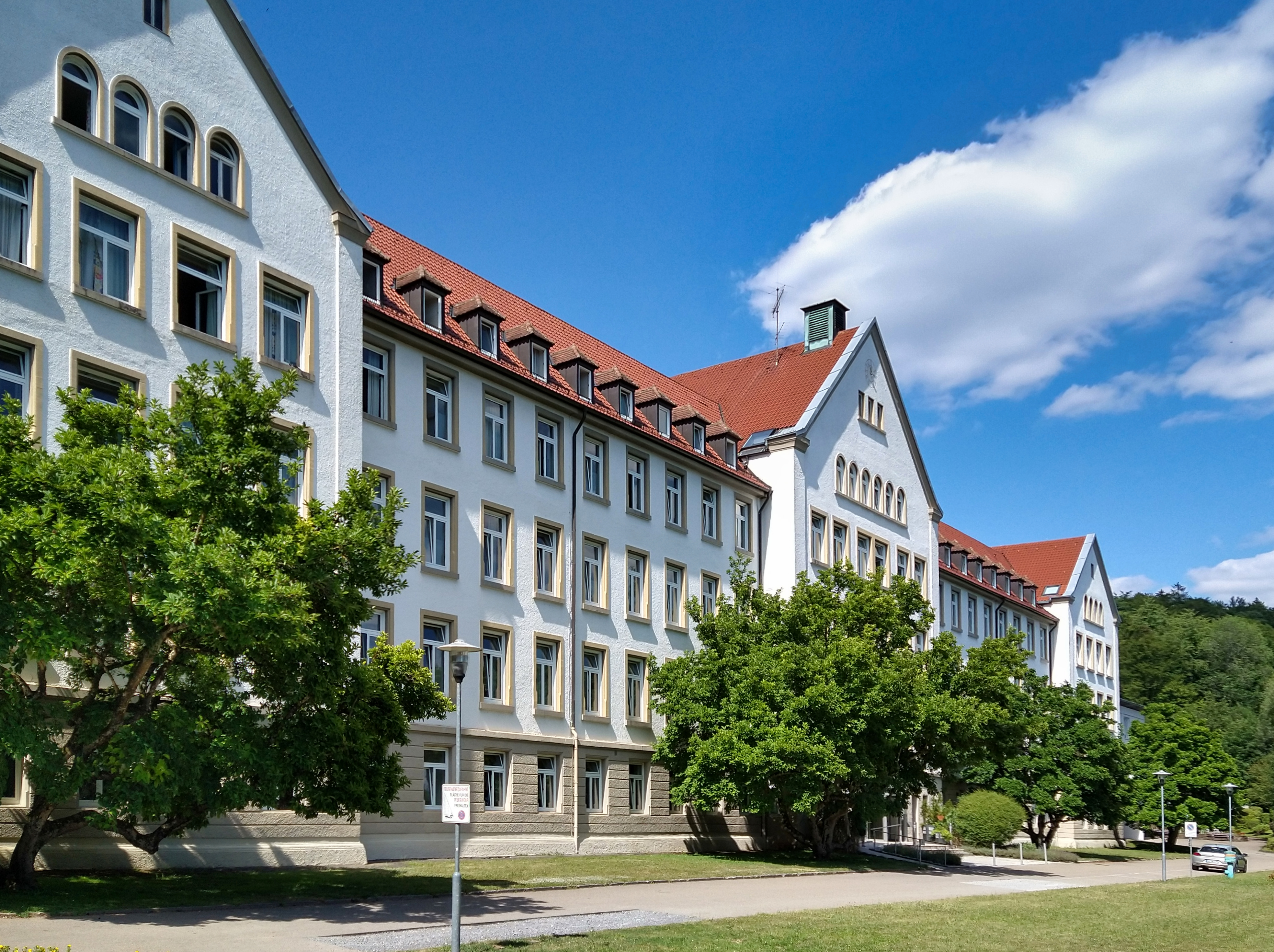
Hauptgebäude